# Тимофеев, Ярослав Ильич
Яросла́в Ильич Тимофе́ев (род. 22 мая 1988, Новгород, Новгородская область, РСФСР, СССР) — музыковед, лектор, композитор, звонарь, клавишник группы OQJAV, ведущий концертов Московской филармонии.
Выпускник Московской консерватории имени П. И. Чайковского. Лауреат международных конкурсов по фортепиано, музыкальной композиции и искусству колокольного звона. В 2014 году защитил кандидатскую диссертацию на тему «Стравинский и „Хованщина“ в редакции Дягилева: опыт источниковедческого и исторического исследования». Лауреат I степени Всероссийской премии для молодых музыкальных критиков «Резонанс» в рамках Дягилевского фестиваля (2015).
С 2011 года сотрудничает с различными изданиями как музыкальный критик. Автор около 750 публикаций, в том числе в газетах «Известия», «Коммерсант», Russia Beyond the Headlines, в журналах The New Times, «Музыкальная академия», «Музыкальная жизнь», на порталах Colta.ru, Arzamas и в других СМИ. Сценарист и редактор программ «Абсолютный слух» и «Искусственный отбор» телеканала «Культура». В 2014—2015 гг. работал редактором отдела культуры газеты «Известия». В течение шести лет возглавлял музыковедческую секцию Молодёжного отделения Союза композиторов России (МолОт). С 2018 года — главный редактор журнала «Музыкальная академия».
Ярослав Тимофеев неоднократно был членом жюри и экспертного совета национальной театральной премии «Золотая маска». В 2014 году участвовал в подготовке церемонии открытия Олимпийских игр в Сочи в качестве музыкального консультанта. С 2010 года работает в Московской филармонии. С сезона 2017/18 ведёт концерты проекта «Мама, я меломан», с сезона 2018/19 является постоянным соавтором и соведущим проекта «Язык музыки». Читает авторские лекции перед концертами в концертных залах имени П. И. Чайковского и имени С. В. Рахманинова. Весной 2020 года провёл ряд онлайн-концертов «Домашнего сезона».
С 2017 года — участник инди-группы OQJAV (фортепиано). В её составе стал обладателем Приза имени Микаэла Таривердиева «За лучшую музыку к фильму» фестиваля «Кинотавр».